# رولز-رویس ترنت
رولز-رویس ترنت (به انگلیسی: Rolls-Royce Trent) یک خانواده موتور هواگرد از نوع توربوفن است که توسط شرکت رولز-رویس هلدینگز در کشور بریتانیا توسعه‌یافته و ساخته می‌شوند.